# Волжское сельское поселение (Рыбинский район)
Во́лжское се́льское поселе́ние — муниципальное образование в составе Рыбинского района Ярославской области России. Административный центр — посёлок Ермаково. 

## География
Поселение расположено на правом берегу Волги, ниже Рыбинска, то есть на юго-восток от него. На западе оно по заболоченным лесам граничит с Покровским сельским поселением, транспортная связь с которым весьма затруднена. На юге граничит с Большеслельским районом и на юго-востоке Октябрьским сельским поселением, в этом направлении проходит основные транспортные магистрали Рыбинска — автодорога на Тутаев Р151 и железная дорога на Ярославль. Граница между сельскими округами проходит по железной дороге. Населённые пункты к северо-востоку от дороги относятся к Волжскому сельскому округу, а к юго-западу — к Михайловскому. С северо-востока территория поселения ограничена Волгой, на другом берегу которой Назаровское сельское поселение, транспортная связь с которым только через Рыбинск.
Водная система поселения образована правым берегом Волги и её притоками: в первую очередь Черёмухой с её главным притоком Иодой, а также Уткашь и Яковкой. Населённые пункты поселения располагаются к основном по берегам этих рек.
Основная автомобильная дорога Р-151, следует по территории поселения из Рыбинска на Тутаев и Ярославль, на этой дороге находится центр сельского поселения. На неё выходят короткие дороги, ведущие к деревням на волжском берегу и ряду других деревень Волжского сельского округа. Для Михайловского сельского округа основную роль играет автомобильная дорога из Рыбинска на Михайловское, которая в Михайловском разветвляется на два направления: одна по берегу Черёмухи ведёт к деревне Сельцо-Воскресенское и далее к Большому Селу. Другая по берегу Иоды ведёт к Александровой Пустыни.

## История
Волжское сельское поселение образовано 1 января 2005 года в соответствии с законом Ярославской области № 65-з от 21 декабря 2004 года «О наименованиях, границах и статусе муниципальных образований Ярославской области», границы сельского поселения установлены в административных границах Волжского и Михайловского сельских округов.

## Население
| 2007  | 2010  | 2011  | 2012  | 2013  | 2014  | 2015  |
| ----- | ----- | ----- | ----- | ----- | ----- | ----- |
| 3371  | ↘3022 | ↘3018 | ↗3032 | ↗3033 | ↘2952 | ↘2934 |
| 2016  | 2017  | 2018  | 2019  | 2020  | 2021  |       |
| ↘2909 | ↘2855 | ↘2812 | ↘2780 | ↘2740 | ↗2889 |       |

## Состав сельского поселения
В состав сельского поселения входят 94 населённых пункта. 
| №  | Населённый пункт     | Тип населённого пункта          | Население | Сельский округ |
| -- | -------------------- | ------------------------------- | --------- | -------------- |
| 1  | Аксёново             | село                            | ↗21       | Волжский       |
| 2  | Акулинское           | деревня                         | ↘0        | Михайловский   |
| 3  | Александрова пустынь | деревня                         | ↗2        | Михайловский   |
| 4  | Бесово               | деревня                         | ↘7        | Михайловский   |
| 5  | Борисовское          | деревня                         | ↘1        | Михайловский   |
| 6  | Брыково              | деревня                         | →1        | Михайловский   |
| 7  | Васильевское         | деревня                         | ↗42       | Михайловский   |
| 8  | Воронино             | деревня                         | ↗14       | Волжский       |
| 9  | Гавриловское         | деревня                         | ↘1        | Волжский       |
| 10 | Говядово             | деревня                         | ↘5        | Михайловский   |
| 11 | Горки                | деревня                         | ↘3        | Михайловский   |
| 12 | Горки                | деревня                         | ↘0        | Михайловский   |
| 13 | Григорьевское        | деревня                         | ↘0        | Михайловский   |
| 14 | Гридино              | деревня                         | ↘2        | Михайловский   |
| 15 | Губино               | деревня                         | →0        | Михайловский   |
| 16 | Демидовское          | деревня                         | ↗3        | Волжский       |
| 17 | Денисьево            | деревня                         | ↗21       | Волжский       |
| 18 | Дмитриевка           | деревня                         | ↘27       | Михайловский   |
| 19 | Ермаково             | посёлок, административный центр | ↘1959     | Волжский       |
| 20 | Забава               | деревня                         | ↘85       | Волжский       |
| 21 | Зиновьево            | деревня                         | ↘2        | Волжский       |
| 22 | Ивановское           | деревня                         | ↗11       | Михайловский   |
| 23 | Каликино             | деревня                         | ↘1        | Михайловский   |
| 24 | Карповское           | деревня                         | ↘4        | Михайловский   |
| 25 | Кирилловское         | деревня                         | ↗16       | Волжский       |
| 26 | Кирилловское         | деревня                         | →0        | Михайловский   |
| 27 | Климовское           | деревня                         | →3        | Михайловский   |
| 28 | Коломинское          | деревня                         | ↘0        | Михайловский   |
| 29 | Кондырево            | деревня                         | ↘1        | Михайловский   |
| 30 | Конюшино             | деревня                         | ↘70       | Михайловский   |
| 31 | Короваево            | деревня                         | →0        | Михайловский   |
| 32 | Коровинское          | деревня                         | ↘1        | Михайловский   |
| 33 | Костерино            | деревня                         | →1        | Волжский       |
| 34 | Котлово              | деревня                         | ↘1        | Михайловский   |
| 35 | Котовка              | деревня                         | ↘1        | Волжский       |
| 36 | Красный Пахарь       | деревня                         | ↘20       | Волжский       |
| 37 | Кузино               | деревня                         | ↗6        | Волжский       |
| 38 | Куретниково          | деревня                         | →0        | Михайловский   |
| 39 | Лабунино             | деревня                         | →3        | Михайловский   |
| 40 | Ламаново             | деревня                         | ↗8        | Волжский       |
| 41 | Левино               | деревня                         | ↘3        | Михайловский   |
| 42 | Левино-Волжское      | деревня                         | →0        | Волжский       |
| 43 | Левино-Лесное        | деревня                         | →0        | Волжский       |
| 44 | Легки                | деревня                         | →0        | Михайловский   |
| 45 | Леонтьевское         | деревня                         | ↘0        | Михайловский   |
| 46 | Лопаткино            | деревня                         | ↘1        | Михайловский   |
| 47 | Лысково              | деревня                         | →0        | Волжский       |
| 48 | Малое Давыдовское    | деревня                         | ↘1        | Волжский       |
| 49 | Мальинское           | деревня                         | →0        | Михайловский   |
| 50 | Мелехово             | деревня                         | ↘6        | Михайловский   |
| 51 | Митино               | деревня                         | ↘6        | Волжский       |
| 52 | Михайловское         | село                            | ↘38       | Михайловский   |
| 53 | Михалёво             | деревня                         | ↗3        | Михайловский   |
| 54 | Михалёво             | деревня                         | ↘0        | Михайловский   |
| 55 | Михеевка             | деревня                         | ↘0        | Михайловский   |
| 56 | Михеево              | деревня                         | →2        | Михайловский   |
| 57 | Мокеевское           | деревня                         | ↘0        | Михайловский   |
| 58 | Мологино             | деревня                         | ↘4        | Михайловский   |
| 59 | Наумовское           | деревня                         | ↘10       | Волжский       |
| 60 | Николо-Задубровье    | деревня                         | →0        | Михайловский   |
| 61 | Никольское           | деревня                         | ↗6        | Волжский       |
| 62 | Паршино              | деревня                         | ↗8        | Волжский       |
| 63 | Орловское            | деревня                         | ↘3        | Михайловский   |
| 64 | Подсосенье           | деревня                         | ↘5        | Михайловский   |
| 65 | Поповское            | деревня                         | ↗82       | Михайловский   |
| 66 | Поповское            | деревня                         | ↘0        | Михайловский   |
| 67 | Починок              | деревня                         | ↘20       | Михайловский   |
| 68 | Прокунино            | деревня                         | ↘12       | Михайловский   |
| 69 | Рахово               | деревня                         | ↘0        | Михайловский   |
| 70 | Ромашково            | деревня                         | →3        | Михайловский   |
| 71 | Савинское            | деревня                         | →1        | Михайловский   |
| 72 | Сайгатово            | деревня                         | ↘0        | Михайловский   |
| 73 | Сараево              | деревня                         | ↘1        | Михайловский   |
| 74 | Сельцо-Воскресенское | деревня                         | ↘8        | Михайловский   |
| 75 | Семенники            | деревня                         | ↘5        | Михайловский   |
| 76 | Семёновское          | село                            | ↗31       | Волжский       |
| 77 | Серково              | деревня                         | →1        | Михайловский   |
| 78 | Сидоровское          | деревня                         | ↗9        | Михайловский   |
| 79 | Скородумово          | деревня                         | ↘6        | Волжский       |
| 80 | Солыгаево            | деревня                         | ↘20       | Михайловский   |
| 81 | Софроново            | деревня                         | →0        | Михайловский   |
| 82 | Сретенье             | село                            | ↘325      | Михайловский   |
| 83 | Степановское         | деревня                         | ↗2        | Волжский       |
| 84 | Стрельниково         | деревня                         | →22       | Михайловский   |
| 85 | Сысоевское           | деревня                         | ↗8        | Волжский       |
| 86 | Торопово             | деревня                         | ↘4        | Михайловский   |
| 87 | Ульяновское          | деревня                         | ↘0        | Михайловский   |
| 88 | Фелисово             | деревня                         | →1        | Михайловский   |
| 89 | Фоминское            | деревня                         | ↘0        | Волжский       |
| 90 | Черменино            | деревня                         | ↘2        | Волжский       |
| 91 | Чудиново             | деревня                         | ↘14       | Михайловский   |
| 92 | Шалково              | деревня                         | ↘4        | Михайловский   |
| 93 | Юркино               | деревня                         | ↘1        | Михайловский   |
| 94 | Якшино               | деревня                         | ↘1        | Михайловский   |